# Шейко, Евгений Борисович
Евгений Борисович Шейко (10 марта 1962 — 19 ноября 2020) — российский дирижёр, музыкальный педагог. Лауреат премии Нижнего Новгорода.

## Образование
В 1988 году окончил Московскую государственную консерваторию имени П. И. Чайковского (факультет оперно-симфонического дирижирования). Класс дирижирования Народного артиста СССР, профессора Геннадия Рождественского; класс фортепиано заслуженного деятеля искусств РСФСР, профессора Михаила Соколова; класс инструментовки Н.а. СССР, профессора Николая Ракова.

## Творческая деятельность
- 1988—1992 г.г. — дирижёр Нижегородского академического театра оперы и балета имени А. С. Пушкина
- 1992—2013 г.г. — главный дирижёр Нижегородского академического театра оперы и балета имени А. С. Пушкина
- 1993—1995 г.г. — художественный руководитель и дирижёр Нижегородского камерного оркестра
- 1995—2013 г.г. — художественный руководитель и дирижёр симфонического оркестра студентов Нижегородской государственной консерватории имени М. И. Глинки
- 1992—2011 г.г. — музыкальный руководитель Всероссийского фестиваля оперного и балетного искусства «Болдинская осень» (Н.Новгород)
- 1991—1999 г.г. — приглашенный дирижёр Академического симфонического оркестра Нижегородской филармонии
- 2000—2005 г.г. — приглашенный дирижёр Государственного симфонического оркестра Республики Татарстан
- 2003 — приглашенный дирижёр Камерного оркестра г. Тэгу (Республика Корея)
- 2005—2008 г.г. — приглашенный дирижёр Национального симфонического оркестра Республики Башкортостан
- 2001—2010 г.г. — приглашенный дирижёр оперных и балетных фестивалей: им. Л. В. Собинова, «Театры России на Саратовской сцене» (Саратов), им. М. Д. Михайлова (Чебоксары), «Театры России в III тысячелетии» (Самара); оперных театров Челябинска, Перми, Красноярска
- 2013—2014 г.г. — главный дирижёр Бурятского государственного академического театра оперы и балета им. Н.а. СССР Г. Ц. Цыдынжапова
- 2015—2016 г.г. — главный дирижёр Рязанского музыкального театра
- 2019—2020 г.г. — главный дирижер Государственного театра оперы и балета Республики Саха (Якутия)

## Педагогическая деятельность
- 1989—2013 г.г. — Нижегородская государственная консерватория имени М. И. Глинки (оперная подготовка, оркестровое дирижирование, оркестровый класс)

## Гастроли
- с оперной и балетной труппой Нижегородского государственного академического театра оперы и балета имени А. С. Пушкина
  - 1989 — Смоленск, Петрозаводск (Россия)
  - 1990 — Архангельск, Мурманск (Россия)
  - 1991 — Киев (Украина)
- с оперной труппой Нижегородского государственного академического театра оперы и балета имени А. С. Пушкина
  - 1993 — Фор-де-Франс (Франция)
  - 2006 — Чебоксары (Россия)
  - 2008 — Кострома (Россия)
- с оркестром, хором, солистами Нижегородского государственного академического театра оперы и балета имени А. С. Пушкина (симфонические программы)
  - 2008 — Саров (Россия)
  - 2012 — Мадрид, Барселона, Малага, Виго (Испания); Лиссабон, Порту (Португалия); Хельсинки, Турку, Пори, Микелли, Лахти, (Финляндия);Осло, Ставангер (Норвегия); Стокгольм (Швеция)
- с Национальным симфоническим оркестром Украины
  - 2004 — Тэгу (Республика Корея)
- c Государственным симфоническим оркестром Республики Татарстан
  - 2004 — Кванджу, Инчхон (Республика Корея)
- с симфоническим оркестром студентов Нижегородской государственной консерватории им. М. И. Глинки
  - 2009 — Кострома (Фестиваль им. И. А. Мусина)
- с Бурятским государственным академическим театром оперы и балета
  - 2013 — Иркутск (Россия)
  - 2014 — Чита, Иркутск (Россия)

## Репертуар
Симфонический репертуар включает
- симфонии Гайдна, Моцарта, Бетховена (все), Шуберта, Брамса (все), Дворжака, Брукнера, Малера, Сибелиуса, Онеггера, Балакирева, Чайковского (все), Рахманинова (все), Прокофьева, Шостаковича и др.
- симфонические произведения Листа, Вагнера, Р. Штрауса, Грига, Дебюсси, Дюка, Равеля, Бартока, Глинки, Мусоргского, Римского-Корсакова, Стравинского, Скрябина и др.
- инструментальные концерты Гайдна, Моцарта, Бетховена, Шопена, Листа, Брамса, Дворжака, Грига, Сен-Санса, Сибелиуса, Чайковского, Рахманинова, Скрябина, Прокофьева, Шостаковича и др.
- произведения для солистов, хора и оркестра: Реквием Моцарта, Реквием Верди, «Осуждение Фауста» Берлиоза, «Колокола» Рахманинова, «Александр Невский» Прокофьева, «Carmina Burana» Орфа, «Страсти по Матфею» митрополита Илариона (Алфеева) и др.

## Постановки
Постановки в Нижегородском государственном академическом театре оперы и балета имени А. С. Пушкина:
- 1989 — Стравинский «История солдата»
- 1990 — Римский-Корсаков «Царская невеста»
- 1991 — Чайковский «Мазепа»
- 1994 — И. Штраус «Цыганский барон»
- 1996 — Оффенбах «Сказки Гофмана»
- 1998 — Рахманинов «Алеко»
- 2000 — Глинка «Руслан и Людмила»
- 2001 — Пуччини «Богема»
- 2002 — И. Штраус «Летучая мышь»
- 2004 — Бизе «Кармен»
- 2004 — Пуленк «Человеческий голос»
- 2004 — Верди «Бал-Маскарад» в Кванджу (Южная Корея)
- 2004 — Пуччини «Турандот» в Инчхон (Южная Корея)
- 2006 — Глинка «Иван Сусанин»
- 2007 — Чайковский «Пиковая дама»
- 2008 — Пуччини «Чио Чио Сан»
- 2010 — Верди «Отелло»
- 2011 — Чайковский «Щелкунчик»
- 2012 — К. Хачатурян «Белоснежка»

Постановки:
- 2004 — Верди «Бал-Маскарад» в Кванджу (Республика Корея)
- 2004 — Пуччини «Турандот» в Инчхон (Республика Корея)
- 2014 — Асафьев «Бахчисарайский фонтан» (Бурятский государственный академический театр оперы и балета)
- 2014 — Бородин «Князь Игорь» (Бурятский государственный академический театр оперы и балета)

Всего в репертуаре более 50 опер и балетов

## Дополнительно
- Нижегородский государственный академический театр оперы и балета имени А. С. Пушкина
- Нижегородская государственная консерватория имени М. И. Глинки